# 减数分裂
減數分裂是一種特殊的細胞分裂方式，這種分裂使染色體數目減半，产生單倍體細胞，每條染色體源自於其親代細胞。减数分裂是一种特殊的有丝分裂。這個過程會發生在所有有性生殖單細胞或多細胞真核生物體內，包括動物、植物以及真菌。减数分裂涉及两轮分裂，最终产生四个细胞，每个染色体只有一倍遗传物质。此外，在分裂之前，来自每条染色体的父本和母本拷贝的遗传物质会交叉，在每条染色体上产生新的密码组合。  稍后，在受精过程中，由雄性和雌性通过减数分裂产生的单倍体细胞将再次融合产生每个染色体具有两倍遗传物质的细胞，即受精卵。
非整數倍的減數分裂錯誤是目前已知導致流產的主要因素，也是遺傳性胎兒發育不全的最常見原因。
減數分裂在DNA複製之後會進行兩輪細胞分裂，產生四個子代細胞，每个細胞會擁有其母細胞的半套染色體。減數分裂開始前，細胞會進入細胞週期的DNA合成期（S期），每條染色體的DNA都複製，从而使染色体由姊妹染色單體組成，通过着丝粒連接在一起。DNA複製後，細胞會立即進入减数分裂I前期，该時期内同源染色體會互相配對（即联会）並且進行交叉互换，DNA剪斷並修復，交换一部分遗传信息。而在减数分裂II中，姐妹染色單體的着丝点解開，使兩個單體分開。细胞經過減數分裂后形成配子，如精子、孢子或花粉。在雌性動物體內，減數分裂後有二個或三個細胞會形成極體，只有一個會持續發育形成卵細胞。

減數分裂中，染色體及其同源染色體會在第一次分裂時進行基因的互換，接下來其子細胞會再度進行减数分裂II，此時姊妹染色單體會分開，分別形成單倍體的配子。

減數分裂之後，染色體的數目减半，雌雄配子可以通过受精形成合子，細胞中的染色體也因此成為雙倍體，各有一半分別來自雙親。因此，減數分裂和受精的交替循環使得有性生殖的生物得以在世代間保持相同數目的染色體。舉例來說，人類細胞具有23對染色體（總數量為46條），其中包括了一對性染色體，一半來自母親，另一半則來自父親。減數分裂會產生單倍體的配子（卵細胞或精子），各自含有23條染色體。兩个配子（一個卵細胞、一個精子）結合時，其合子會重新成為雙倍體，染色體又恢復46條染色體即有一半來自於母親，一半來自於父親。不同物種染色体数量不同，但减数分裂时都遵循相同模式。

## 概述
減數分裂始於雙倍體細胞，這些細胞具有兩条相同的染色體，稱為同源染色體。首先，細胞進行DNA複製，每條同源染色體分別由兩個姊妹染色單體組成，然後每組同源染色體會互相進行同源重組，同源染色體之間形成物理性結合。减数分裂I时，同源染色體藉由紡錘體引導分離，形成第一組子代細胞，接著這些子代細胞不再次DNA複製而直接進行减数分裂II。姐妹染色單體會在此時分離，形成總數四顆的第二組子代細胞。在雌性動物體內，通常會形成一個卵細胞以及兩個極體（第一子代細胞所形成的極體直接退化而不進行分裂）。由於重組的關係，每個姊妹染色單體具有新的DNA構成，使得子代不會完全同於任何一個親代。換句話說，每個配子都具有一系列來自於其親代以及重組過後的染色質。在有性生殖生物中，减数分裂的遗传多样性构成了生物多样性的一部分，从而促使天擇的運作。
減數分裂的许多机制与有絲分裂相同。在一些植物、菌類或原生生物身上，減數分裂會形成孢子而不需要藉由受精。有些真核生物，如蛭形輪蟲，不具有減數分裂的能力，但以單性生殖取代。
細菌及古菌无減數分裂機制，这些生物是透過無性生殖的方式分裂繁衍下一代。

## 歷史
1876年，德國生物學家奧斯卡·赫特維希（Oscar Hertwig）在海膽的卵細胞發現並敘述了这种分裂过程，并将其称之为减数分裂。1883年，比利時動物學家爱德华·凡·贝内登在蛔蟲卵中，在染色体的级别上描述了减数分裂。然而，真正說明了減數分裂對繁殖及遺傳的重要性的，是1890年德國演化生物學家奥古斯特·魏斯曼，他指出若要在演化的過程中維持細胞中染色體數量，需要將雙倍體細胞轉形為四個單倍體細胞的过程。1911年，美國遺傳學家托馬斯·亨特·摩爾根在黑腹果蠅體內偵測到減數分裂中的染色體互換，幫助他確定了遺傳性狀在染色體上傳播。
1905年，減數分裂（meiosis，一開始被拼作maiosis）一詞由J.B. Farmer及J.E.S. Moore首次提出。这个词由希臘文的演變而來，帶有「減量、減少」的意義。

## 發生

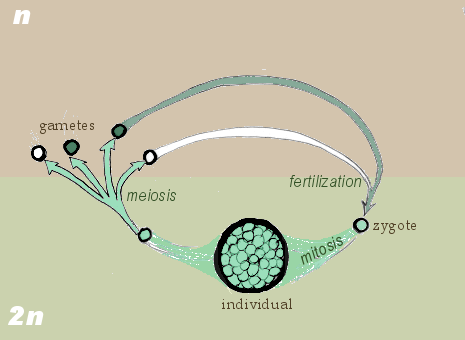
配子型生命週期

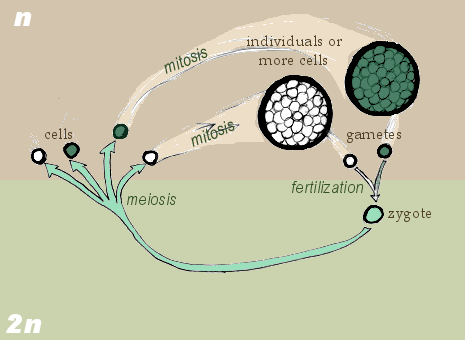
合子型生命週期

在真核生物的生命週期中，不斷循環的減數分裂以及受精組成有性生殖，同时也会存在一般的有絲分裂。在多細胞生物中，減數分裂扮演著雙倍體及單倍體之間的中間步驟。在生命週期的某些階段，生殖細胞會產生配子。體細胞則是負責架構整個生物體，但並沒有參與配子的產生。
減數分裂及受精作用在單倍體及雙倍體交替之間不斷循環。依照成體階段的狀態，生命週期可以是雙倍體生命週期（diplontic life cycle）、單倍體生命週期（haplontic life cycle）和單雙倍體生命週期（haplodiplontic life cycle，此时有两个不同的有机体阶段，一个在单倍体状态，另一个在二倍体状态）。从这个意义上说，利用有性生殖的生命周期有三种类型，根据生物体阶段的位置进行区分。
人類隸屬於雙倍體生命週期（或稱配子型生命週期），在这一周期中，成體發育自一种稱為合子的雙倍體細胞。雙倍體生物通过減數分裂產生單倍體的配子（在人類男性稱為精子，在女性稱為卵子），再經由受精形成合子。雙倍體的合子會藉著有絲分裂發育成個體。
在單倍體生命週期（或稱合子型生命週期）中，個體以單倍體的形式存在，由稱為配子的單倍體細胞進行增生分化而成。兩個相反的單倍體個體各貢獻單倍體配子去結合成雙倍體合子。合子會直接進行減數分裂，形成四個單倍體細胞。這些單倍體細胞會進行有絲分裂而成長為個體。很多菌類以及原生動物都利用這種方式繁衍 。
在單雙倍體生命週期（或稱孢子型生命週期）中，個體會在單倍體與雙倍體之間交替存在。這樣的特性也使得這種生命週期被稱為世代交替。雙倍體個體的生殖細胞會進行減數分裂產生孢子，這些孢子會藉由有絲分裂來成長為一個獨立的單倍體個體。這些單倍體個體所產生的配子會與自身相反的配子結合形成合子，合子再經由重複的有絲分裂以及分化形成雙倍體的個體。單雙倍體生命週期可以說是單倍體生命週期與雙倍體生命週期的融合。

## 时期
减数分裂分为减数分裂I（英語：meiosis I，简称减I）和减数分裂II（英語：meiosis II，简称减II），进一步分为核分裂I（英語：Karyokinesis I）、细胞分裂I（英語：Cytokinesis I）、核分裂II（英語：Karyokinesis II）、细胞分裂II（英語：Cytokinesis II）。减数分裂的间期与有丝分裂的间期相同。分裂间期分为三个阶段：
- 生长1（G1）期：这个时期非常活跃，细胞合成大量蛋白质，包括生长所需的酶和结构蛋白。在G1中，每条染色体都由一个线性的DNA分子组成。
- 合成（S）期：在这一时期中，遗传物质复制，每个细胞的染色体复制成两个相同的姐妹染色单体，通过着丝粒连接。这种复制不改变细胞的倍性，因为着丝粒数保持不变。相同姐妹染色单体尚未凝聚成光学显微镜可见的密集包装的染色体（这会在减数分裂I前期发生）。
- 生长2（G2）期：减数分裂不存在像有丝分裂的G2期，与有丝分裂的G2期最接近的是减数分裂的前期。

间期之后是减数分裂I，然后是减数分裂II。减数分裂I将复制后的同源染色体（每条仍由两个姐妹染色单体组成）分离到两个子细胞中，从而将每个细胞的染色体数量减少一半，而在减数分裂II中，姐妹染色单体解耦，产生的子染色体分离到四个子细胞中。对于二倍体生物，减数分裂产生的子细胞是单倍体，每条染色体仅包含一倍的遗传物质。在某些物种中，细胞进入减I和减II之间的静止期，即间期II。
减数分裂I和减数分裂II都可以分为前、中、后和末四个阶段，其目的类似于在有丝分裂细胞周期中的类似阶段。因此，减数分裂包括了减数分裂I（前期I、中期I、后期I、末期I）和减数分裂II（前期II、中期II、后期II、末期II）。

### 减数分裂I
减数分裂I（英語：meiosis I，又称减数第一次分裂）会将同源染色体分离，并连接成四分体（2n 4c），产生两个单倍体细胞（n染色体，人类中为 23），每个细胞都包含染色单体对（1n，2c）。在该过程中，倍性从二倍体减少到单倍体，因此减数分裂I又称为reductional division。减数分裂II是类似于有丝分裂的等式分裂，其中姐妹染色单体分离，产生四个单倍体子细胞（1n 1c）。。

#### 前期I
前期I（英語：Prophase I），即减数分裂I前期，是整个减数分裂过程中最长的时期（在小鼠的14天占了13天）。在前期I中，同源染色体配对，并通过交叉互换来实现基因重组，每条染色体至少形成可见的交叉（复数chiasmata，单数chiasma）。这个过程有利于同源染色体之间的稳定配对，因此能够在减数分裂I时准确地分离染色体。配对和复制的染色体称为二价体（两条染色体）或四分体（四个染色单体），因此减I前期也被称为“四分体时期”。前期I分为一系列子阶段，根据染色体的外观命名。

##### 細線期
减数分裂I前期的第一階段稱為細線期（英語：leptotene，或被稱為leptonema），在希臘文中是「細絲」的意思:27。在這個階段中，細胞核中帶有兩個姊妹染色單體的獨立染色體會各自形成肉眼可見的细线:27:353。染色体各自形成由黏连蛋白（英語：cohesin）介导的线性序列，并且联会复合体的横向部分组装形成一个轴向元素，环从这里开始释放。这个阶段中，酶SPO11会启动重组，该酶产生程序性双链断裂（小鼠每个减数分裂约300个）。该过程会产生单链DNA细丝，由RAD51和DMC1包被，这些细丝侵入同源染色体，形成轴间桥，并导致同源物配对/共同对齐（在小鼠中距离约为400 nm）。

##### 偶線期
偶線期（英語：Zygotene，又稱zygonema），名称來自希臘文「成對絲狀」:27，發生在同源染色體約已排列成成對染色體時。在这个阶段中，同源染色体变得更加紧密（~100 nm）并稳定配对（这一过程称为联会），联会复合体中安装了横向和中心元素以连结起来。一般认为，联会发生在重组结节开始时，其结构类似拉链。联会时的成对染色体称为二价染色体或四分体。

##### 粗线期
粗线期（英語：pachytene，/ˈpækɪtiːn/ PAK-i-teen，又称pachynema），来自希腊语的“粗线”的意思:27，这是所有染色体发生联会的阶段。在这个阶段中，双链断裂会被修复，从而实现同源重组（包括染色体交叉互换）。大多数断裂都被修复，没有形成导致基因重组的交叉互换。然而，少部分断裂（每个染色体至少一个）在非姐妹的（同源）染色体之间形成交叉，从而导致遗传信息的交换。然而，性染色体并不完全相同，仅在称为拟常染色体区的一小部分同源性区域上交换信息。同源染色单体之间的信息交换导致信息的重组，每条染色体都有其此前拥有的完整信息集，并且没有由于该过程而形成间隙。由于无法在联会复合体中区分染色体，因此通过普通光学显微镜无法感知实际的交叉互换，直到下一阶段才能看到交叉。

##### 双线期
双线期（英語：diplotene，又称diplonema），名称来自希腊语的“两条线”。:30在该时期，联会复合体解体，同源染色体彼此略微分开。然而，每个二价的同源染色体在进行交叉互换的地方保持紧密结合。交叉互换保留在染色体上，直到减数分裂I后期同源染色体移动到细胞相反两极时，这种交叉互换的状态才结束。
在人类胎儿卵子发生中，所有发育中的卵母细胞都发育到这个阶段，并在出生前的减I前期停滞。这种状态称为核网期（英語：dictyotene），一直持续到减数分裂恢复为卵母细胞准备排卵，此时已经发生在青春期甚至更晚。

##### 终变期
染色体最终进入终变期（英語：diakinesis），来自希腊语的“移过”:30。从终变期开始，四分体的四个部分实际可见。交叉互换结合并有效重叠，交叉点清晰可见。除此之外，该阶段的其余部分与有丝分裂的前中期非常相似。核仁消失，核膜分解，减数分裂纺锤体开始形成。

##### 减数分裂中的纺锤体形成
减数分裂纺锤体形成与有丝分裂细胞不同，人和小鼠卵母细胞没有中心体来产生减数分裂纺锤体。在小鼠中，大约80个微管组织中心（MTOC）在卵质中形成一个球体，并开始使微管成核，这些微管伸向染色体，附着在动粒处的染色体上。随时间推移，MTOC会合并，直到形成两个极点，从而产生一个桶形纺锤体。在人类卵母细胞中，纺锤形微管在染色体上开始成核，形成一个最终扩展并包围染色体的星状体。然后染色体沿着微管滑向纺锤体的赤道，此时染色体形成着丝粒，其末端附着在微管上。

#### 中期I
同源染色体沿着中期板一起移动：当来自两个纺锤极的动粒微管（kinetochore microtubules）附着在其各自的着丝粒上时，成对的同源染色体沿着平分纺锤体的赤道平面排列，这是由于同源染色体的两个动力持续施加平衡力。染色体独立分类的物理基础是每个二价体相对中期板的方向，相对于其他二价体沿同一赤道线的方向是随机的。蛋白质复合物黏连蛋白将姐妹染色单体从它们复制到后期保持在一起。在有丝分裂中，动粒微管向相反方向拉动的力会产生张力，细胞会感觉到这种张力，并且在所有染色体都正确双向之前不会在后期进行。在减数分裂中，建立张力通常需要每对染色体至少进行一次交叉以及姐妹染色单体之间的黏连蛋白。

#### 后期I
动粒微管缩短，将同源染色体（此时每条染色体还是由一对姐妹染色单体组成）拉向相反的两极。非动粒微管延长，将中心体推得更远。细胞拉长以准备向下中心分裂。与有丝分裂不同，只有来自染色体臂的黏连蛋白被降解，而着丝粒周围的黏连蛋白仍然受到一种名为Shugoshin（日语为“守护神”）的蛋白质的保护，这种蛋白质可以防止姐妹染色单体分离，从而允许姐妹染色单体保持在一起，而同源染色体之间分离。

#### 末期I
染色体到达两极后，减数分裂I成功结束。现在每个子细胞都有一半的染色体，但每个染色体都由一对姐妹染色单体组成。构成纺锤体网络的微管消失，新的核膜围绕着每个单倍体集。染色体解开回到染色质中。胞质分裂发生，即动物细胞中细胞膜的挤压，植物细胞中细胞壁的形成，从而产生了两个子细胞。然而，胞质分裂并未完全完成，“细胞质桥”使得细胞质在子细胞之间共享，直到减数分裂II结束。
在减数分裂I末期，姐妹染色单体仍然附着在一起。
细胞可能会进入一段运动间期（interkinesis），即间期II，在这个过程中DNA不会复制。

### 减数分裂II
减数分裂II（英語：meiosis II，又称减数第二次分裂）通常涉及姐妹染色单体的分离。在机制上，该过程类似于有丝分裂，不过其遗传结果完全不同。这一次分裂之后，由减数分裂I产生的两个单倍体细胞（具有n条染色体，每个由两个姐妹染色单体组成）产生四个单倍体细胞（n条染色体，在人类中为23条）。减II的四个主要步骤是：前期II、中期II、后期II和末期II。
在前期II（英語：prophase II）中，核仁和核膜再次消失，染色单体缩短增厚。中心体移动到极区，为减数分裂II排列纺锤体纤维。
在中期II（英語：metaphase II），着丝粒（centromeres）包含两个动粒（kinetochores），附着在来自相反两极的着丝粒的纺锤体纤维上。与第一次分裂相比，新的赤道中期板旋转了90度，垂直于先前的赤道板。
随后是后期II（英語：anaphase II），此时剩余的着丝粒不再受Shugoshin保护，姐妹染色单体分离。姐妹染色单体现在依据惯例应当称为姐妹染色体，并向相反的两极移动。
最后是末期II（英語：telophase II），与末期I相似，其特点为染色体去浓缩并延长，纺锤体解体。核膜重新形成并分裂，或者细胞板形成，最终产生总共四个子细胞，每个子细胞具有一组单倍体染色体。
减数分裂现在已经完成，最终有四个新的子细胞。

## 与有丝分裂的比较
将减数分裂与有丝分裂比较可以更好地了解减数分裂。下表展示了减数分裂和有丝分裂的区别。
|                    | 减数分裂 | 有丝分裂                         |
| ------------------ | --- | -------------------------------- |
| 分裂结果           | 通常是4个细胞，每个细胞的染色体都是先前的一半                                                                                            | 两个细胞，其中染色体个数保持不变 |
| 功能               | 具有双倍体生命周期的有性繁殖真核生物中产生配子（性细胞）                                                                                 | 细胞分裂、生长、修复、同性繁殖   |
| 何处发生           | 几乎所有的真核生物（动物、植物、真菌和原生生物）； 在性腺中，在配子之前（在双子生命周期中）、在合子之后（在haplontic）、孢子前（单倍体） | 所有真核生物中的所有增殖细胞     |
| 步骤               | 前期 I、中期 I、后期 I、末期 I、 前期 II、中期 II、后期 II、末期 II                                                                      | 前期、中期、后期、末期           |
| 基因是否与原先一致 | 不一致 | 一致                             |
| 交叉互换           | 几乎在每对同源染色体中发生 | 很少                             |
| 同源染色体配对     | 有 | 无                               |
| 胞质分裂           | 发生在末期I和末期II | 发生在末期                       |
| 着丝粒分裂         | 后期I不发生，后期II发生 | 发生在后期                       |

## 外部連結
- Meiosis Flash Animation（页面存档备份，存于）
- Animations from the U. of Arizona Biology Dept.（页面存档备份，存于）
- Meiosis at Kimball's Biology Pages
- Khan Academy, video lecture
- CCO The Cell-Cycle Ontology
- Stages of Meiosis animation（页面存档备份，存于）
- "Abby Denburg seminar: Chromosome Dynamics During Meiosis"（页面存档备份，存于）